# Zwischenschnitt
Zwischenschnitt bezeichnet eine Technik des Videoschnitts.

## Hintergrund
Bei aktuellen TV-Produktionen (Diskussionen oder Interviews) werden häufig – um die geplante Sendezeit einzuhalten – vor der Sendung einzelne Passagen herausgeschnitten. Bei Rundfunkproduktionen ist hier lediglich eine sorgfältige Arbeit beim Schnitt erforderlich. Beim Fernsehen jedoch verändert sich auch das Bild: Bei Herausschneiden nur weniger Sekunden hat sich z. B. oft die Kamera bewegt oder der Sprecher den Kopf etwas gedreht, was Zuschauer als Bildsprung irritiert wahrnehmen. Der Zwischenschnitt soll dies vermeiden.

## Technik

### Direkter Schnitt
Hier wird genaugenommen kein Zwischenschnitt vorgenommen; dies ist technisch nur vertretbar, wenn z. B. der Sprecher den Kopf überhaupt nicht bewegt hat. 

### Mehrere Kameras
Wenn der Sprecher gleichzeitig von mehreren Kameras aufgenommen wurde, wird nach dem direkten Schnitt auf die Aufzeichnung einer anderen Kamera umgeschaltet in der Hoffnung, dass sich keine für den Zuschauer wahrnehmbare Veränderung ergibt (z. B. ein Sprecher plötzlich die Beine übereinandergeschlagen hat).

### Separate Schnittbilder
Dabei werden – meist nach der eigentlichen Produktion – noch separate „Schnittbilder“ von jeweils mehreren Sekunden Dauer aufgenommen, bei Diskussionen z. B. Aufnahmen von Zuschauern. Nach dem direkten Schnitt wird ein „Video-Insert“ vorgenommen: Der Ton läuft weiter, der Zuschauer sieht jedoch für wenige Sekunden ein – zu einem anderen Zeitpunkt aufgezeichnetes – Bild. Veränderungen wie eine Kopfdrehung könnten dann – für den Zuschauer – während dieser Zeit stattgefunden haben, sofern er sie überhaupt noch bemerkt. Typische Schnittbilder sind:
- Bei Diskussionen oder Kabarettaufzeichnungen: Nahaufnahmen des Publikums
- Bei Interviews: Nahaufnahmen von den Händen des Sprechers, von Objekten aus dem Raum (wie Blumenschmuck) oder anwesenden Tieren (bei Interviews mit Rudolph Moshammer wurde dessen Hündin Daisy oft für Schnittbilder benutzt).

## Politischer Aspekt
Die Technik der Zwischenschnitte ist nicht unumstritten. Tatsächlich wird sie typischerweise benutzt, um Sendezeiten einzuhalten oder unbedeutende oder wiederholte – und damit für Zuschauer irrelevante – Aussagen zu eliminieren, ohne den Zuschauer durch einen sichtbaren Eingriff in das Material zu irritieren. Dies dient der Qualität des gesendeten Materials.
Grundsätzlich jedoch kratzt jeder Zwischenschnitt am Prinzip der journalistischen Objektivität: Der Verdacht, dass durch Zwischenschnitte für den Sprecher unvorteilhafte (Gestotter, Widersprüche) oder gerade vorteilhafte (brillante Formulierungen) entfernt werden, ist kaum zu überprüfen. Es ist sogar möglich, Aussagen durch gezielte Zwischenschnitte zu entstellen oder komplett zu verdrehen.
Der Zuschauer muss sich hier auf die Sorgfalt und Objektivität der Journalisten und Techniker verlassen. Vereinzelt jedoch wurden (z. B. im US-Präsidentschaftswahlkampf 2008) ungeschnittene Aufzeichnungen nachträglich im Internet verbreitet, um dem Vorwurf gezielter Einflussnahme durch Zwischenschnitte zu begegnen.